# HP Labs

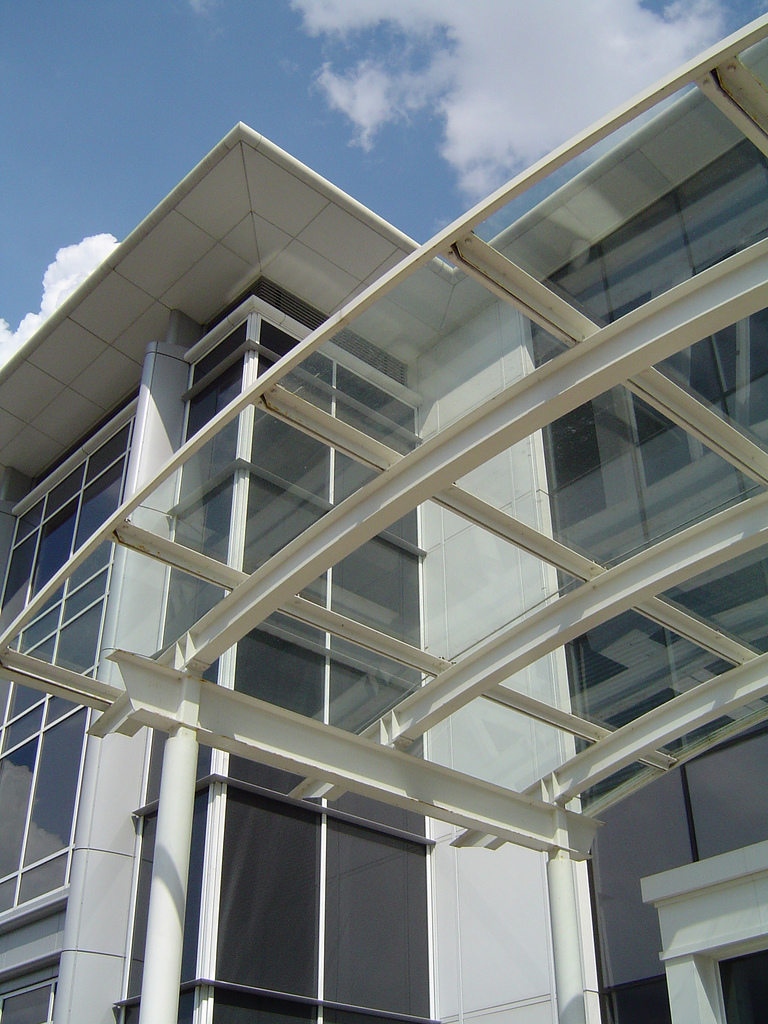
De vestiging in Bristol

HP Labs (of HP Laboratories) is een onderdeel van het Amerikaanse bedrijf Hewlett-Packard (HP) dat geavanceerd en verkennend onderzoek verricht. De labs zijn opgezet in 1966 door Bill Hewlett en David Packard, de oprichters van HP, om een onderzoeksorganisatie te scheppen die gericht zou zijn op de lange termijn en niet op de dagelijkse bedrijfsvoering. Het lab heeft 600 mensen in dienst verspreid over 7 plaatsen in de wereld.

## Hoofdvestigingen
- Bangalore (India)
- Palo Alto (Californië)
- Peking (China)
- Sint-Petersburg (Rusland)
- Bristol (Groot-Brittannië)
- Tokio (Japan)
- Haifa (Israël)

## Partners
- CERN
- CITRIS
- Gelato Federation
- PlanetLab Consurtium